# Évron (Évron)
Évron  ist eine Ortschaft und eine ehemalige französische Gemeinde mit 6.818 Einwohnern (Stand: 1. Januar 2022) im Département Mayenne in der Region Pays de la Loire. Sie gehörte zum Arrondissement Mayenne und zum Kanton Évron.
Mit Wirkung vom 1. Januar 2019 wurden die früheren Gemeinden Évron, Châtres-la-Forêt und Saint-Christophe-du-Luat zur namensgleichen Commune nouvelle Évron zusammengeschlossen und haben in der neuen Gemeinde den Status einer Commune déléguée. Der Verwaltungssitz ist im Ort Évron.

## Bevölkerungsentwicklung
Von 1962 bis 2009 hat die Einwohnerzahl in Évron um 83,2 % zugenommen.
| Jahr      | 1962  | 1968  | 1975  | 1982  | 1990  | 1999  | 2009  |
| Einwohner | 3.874 | 4.537 | 5.407 | 6.398 | 6.904 | 7.283 | 7.099 |

## Religion
In der ehemaligen Benediktiner-Abtei von Èvron ist die Priestergemeinschaft Sankt Martin ansässig.